# Hierofalco
Hierofalco Cuvier, 1817, è un sottogenere del genere Falco. A questo gruppo appartengono i falchi più robusti e di maggiori dimensioni:
- Falco biarmicus Temminck, 1825 - lanario, con cranio e nuca rossicci o gialli, e guance attraversate da una stretta striscia scura. Si conoscono 5 sottospecie, tra cui il lanario di Feldegg (F. b. feldeggii); lunghezza 43-49 cm, peso 500-600 g (maschio), 700-900 g (femmina) e il lanario del Nordafrica (F. b. erlangeri).
- Falco cherrug Gray, 1834 - falco sacro; lunghezza 46-54 cm, il maschio pesa 600-800 g e la femmina 1000-1300 g; si differenzia dal falco pellegrino per il modo di volare, per la forma più snella del corpo e per la maggior lunghezza della coda. Il falco dell'Altaj («F. altaicus»), secondo gli studi compiuti recentemente da G. P. Dementiev e A. Schagdarsuren, è soltanto una forma dalla colorazione scura del falco sacro, diffusa nell'Asia interna.
- Falco jugger Gray, 1834 - falco laggar, vivente nell'India e nell'Afghanistan.
- Falco rusticolus Linnaeus, 1758 - girfalco; lunghezza 52-63 cm, peso 900-1500 g (maschio), 1400-2100 g (femmina); la striatura sulle guance è molto debole o addirittura mancante; la livrea presenta sfumature chiare e scure.

## Biologia
I falchi di questo gruppo sono cacciatori estremamente abili e veloci, che vivono sulle spoglie superfici montane, nei deserti, nelle steppe o nelle tundre. Rispetto ai falchi pellegrini essi hanno remiganti leggermente più larghe e meno appuntite, e una coda molto più lunga; queste caratteristiche permettono loro di catturare le prede sia in aria sia a terra.